# Savoir et vivre ensemble
Albums de Kery James
Si c'était à refaire
(2001) Ma vérité
(2005)
Savoir et vivre ensemble est la première compilation du rappeur français Kery James, sortie le 23 avril 2004. 
Elle contient de nombreuses collaborations (Diam's, Disiz, Rohff, Soprano, OGB, Rim-K, Blacko, Kool Shen, Passi, Le Rat Luciano).

## Liste des pistes
| 1.  | Intro                                        |  |
| 2.  | L'amour véritable feat. Disiz, Diam's        |  |
| 3.  | Ya Chadhli                                   |  |
| 4.  | L'enfant feat. Rohff                         |  |
| 5.  | Moins de 20 ans (feat. James Izmad & Geckel) |  |
| 6.  | Soultanou L'awliya                           |  |
| 7.  | Ensemble (feat. Boss One & Namor)            |  |
| 8.  | La mort                                      |  |
| 9.  | Ya Allah                                     |  |
| 10. | Habibah - À toutes les mères                 |  |
| 11. | Zaharya - Maryam                             |  |
| 12. | Tala' al Badrou                              |  |

| 1. | La Force (feat. Rohff & Soprano) |  |
| 2. | Chapitre |  |
| 3. | Al-Bourdah |  |
| 4. | Malgré les épreuves (feat. OGB) |  |
| 5. | A nos pères et à nos mères (Rim-K, Menzo & Kader Riwan) |  |
| 6. | Al-Jilani |  |
| 7. | La science une lumière |  |
| 8. | Taha Ya Sakin Galbi |  |
| 9. | Relève la tête (feat. Big Brother Hakim, Lino, A.P., Kamnouze, Blacko, Disiz, Manu Key, Passi, Habiba, Eloquence, Pit Baccardi, Jerry Da Funk Killa, Jacky, Busta Flex, Le Rat Luciano, Teddy Corona, Jango Jack, Diam's, Leeroy, Ol'Kainry, Matt Houston & Kool Shen) |  |